# Ernst Ferdinand Lochmann
Ernst Ferdinand Lochmann, född den 12 oktober 1820 i Kristiansand, död den 14 maj 1891 i Kristiania, var norsk läkare och professor. 

## Biografi
Lochmann avlade studentexamen 1838 och 1843 medicinsk examen med utmärkelse och vitsordet laudabilis cum literis commendatilis, som aldrig förut utdelats. Året därpå blev han universitetsstipendiat och utnämndes 1845 till kompanikirurg, 1862 till kårläkare i Kristiansand. År 1865 förordnades han att vid Kristiania universitet föreläsa farmakologi, toxikologi och hygien samt utnämndes 1867 till professor i medicin. Vid Uppsala universitets jubelfest 1877 blev han medicine hedersdoktor. År 1865 var Lochmann norsk medlem av en i Stockholm nedsatt kommitté för reviderande av de tre nordiska ländernas farmakopéer och från 1867 ledamot av norska farmakopékommittén, i vars arbete, "Pharmacopoea norvegica" (2:a upplagan 1870), han hade en väsentlig andel. De sista åren av sitt liv var han blind.
I norska medicinska tidskrifter offentliggjorde han åtskilliga uppsatser i hygien och farmaci, och i tidningspressen deltog han med engagemang i behandlingen av dagsaktuella medicinska frågor och blev hårt kritiserad av medicinska auktoriteter för att vända sin till menigheten. Redan på 1840-talet hävdade han tuberkulosens, leprans och de akuta epidemiska febersjukdomarnas specifika karaktär och smittsamhet samt möjligheten att bekämpa dem genom isolering och desinfektion; han banade därigenom väg för moderna synpunkter på dessa frågor inom norska läkarkåren. I politiska, religiösa och filosofiska frågor intog han en fientlig hållning gentemot varje ny rörelse. A.C. Bang utgav 1891 Lochmanns Populære opsatser, afhandlinger, erindringer og anmeldelser (1891).

## Smitta kontra miasma
Fiskarbefolkningen i Sørlandet liksom uppefter dalgångarna kände erfarenhetsmässigt väl till att infektionssjukdomar spreds till och mellan människor och de vidtog skyddsåtgärder som förhindrade omfattande sjukdomsutbrott. Lochmann tillsammans med andra läkare i Kristiansand och distriktsläkare på Sørlandet, varav flera födda och uppvuxna i Kristiansand med dess karantänstation, var medvetna om hur smittspridning kunde förhindras genom individanpassad isolering. De fronderade därför mot överordnade myndigheter, särskilt under 1850-talet mot Medicinalkomitéen och dess ordförande professor Faye och kommitténs olika miasmateorier, att sjukdomar inte smittade, som då var de gängse rådande i Norge och Europa. Schismen pågick från 1830-talet före Lochmanns tid till in på första åren av 1860-talet med tidens omfattande epidemier med kolera, nervfebrar, mässling och scharlakansfeber som bakgrund, vilka kom in via sjöfarten. I maj 1851 gav exempelvis marindepartementet med Medicinalkomitéens stöd order om partiell avveckling av karantänstationen på Odderøya eftersom kolera inte var smittsam och området behövdes till annat. Det var först under första halvan av 1860-talet som Lochmann och övriga "kontagionister" fick mer allmän förståelse för sina insikter inom etablissemanget. I och med medicinska mikrobiologins framväxt under 1870-talet avgjordes frågan slutligt.

## Humanist
Under hela sin yrkesverksamma tid hävdade Lochmann behovet av individuellt utformad isolering av personer med allvarlig smittsam sjukdom, där man också tog stor hänsyn till den sjukes personliga integritet och behov. Detta innebar att han först var i konflikt med miasmatikerna, som ansåg att sjukdomar inte var smittsamma och sedan med förespråkarna för de hårda tvångsisoleringsföreskrifterna som infördes i Norge under 1880-talet, särskilt avseende lepra och tuberkulos. Han hävdade i isolerings frågan att "for stor vekt på smittefare og hygieniske foranstaltninger kunne true verdier som mennesklig samfølelse, hensynsfullhet og nestekjærlighet".
Lochmanns fru och ena dotter dog 1887 respektive 1889 i tuberkulos. Själv blev han under sista levnadsdecenniet i stort sett blind på grund av grön starr.